# Kreman
Kreman is een bestuurslaag in het regentschap Tegal van de provincie Midden-Java, Indonesië. Kreman telt 3924 inwoners (volkstelling 2010).